# Manute (Sin City)
Manute est un personnage de fiction du comics Sin City de Frank Miller.

## Biographie fictive
Il apparaît pour la première fois dans le tome 2 de la série J'ai tué pour elle. Dans cet opus, il est le majordome de Damien Lord, le mari d'Ava Lord. Il frôlera la mort dans ce tome, car il perdra un œil lors de son affrontement avec Marv (ce dernier voulant venger son ami Dwight McCarthy qui avait été passé à tabac par Manute) puis sera gravement blessé au katana par Miho, cette dernière lui enfonçant un sabre dans chaque bras.
Manute est de retour dans le tome 3 intitulé Le Grand Carnage, il est cette fois l'homme de main de Wallenquist, chef de la pègre de la cité. Il est bien décidé à se venger de Dwight et des filles de la vieille ville. Il sera tué par balle dans le final de ce tome 3 victime d'une embuscade tendue par Dwight et ses alliées prostituées.

### Apparence
Manute est un colosse de plus de deux mètres, il a la peau noire et est vêtu de la même façon qu'un chauffeur de voiture ou un valet. Après son affrontement contre Marv et la perte de son œil droit, il arborera un œil en or dans son orbite vide.

## Version cinématographique
Manute est interprété par l'acteur Michael Clarke Duncan dans le film de 2005 Sin City, réalisé par Robert Rodriguez et Frank Miller. Dennis Haysbert reprend le rôle dans Sin City : J'ai tué pour elle (Sin City: A Dame to Kill For) en raison du décès de Michael Clarke Duncan.